# Federación Latinoamericana de Periodistas
Die Federación Latinoamericana de Periodistas (Felap), gegründet am 7. Juni 1976 und mit Sitz in Mexiko-Stadt, ist ein Berufsverband von Journalisten in Lateinamerika und der Karibik. Es gibt mehr als 80.000 Mitglieder.
Als Instanz der Felap und der International Federation of Journalists (FIJ) wurde 1991 die Comisión de Investigación de Atentados a Periodistas (CIAP) zur Wahrnehmung der Sicherheit ihrer Mitglieder geschaffen.
Der Verein veröffentlicht ihre Artikel unter anderem auf der Internetseite des Voltairenetzwerks. 